# Jana Beller
Jana Beller (Ryska: Яна Владимировна Беллер), född 27 oktober 1990 i Omsk, Sovjetunionen, är en tysk fotomodell. Hon är mest känd för att vunnit den sjätte säsongen av Germany’s Next Topmodel.